# Chris Lewis
Chris Lewis (* 9. března 1957 Auckland) je bývalý novozélandský tenista.
V roce 1975 vyhrál dvouhru juniorů ve Wimbledonu a byl světovou juniorskou jedničkou. Jeho profesionální kariéra trvala od roku 1975 do roku 1986, vyhrál tři turnaje ATP ve dvouhře (Austrian Open Kitzbühel 1978, BMW Open 1981 a ATP Auckland Open 1985) a osm turnajů ve čtyřhře, jeho nejlepší postavení na světovém žebříčku bylo 19. místo ve dvouhře a 46. místo ve čtyřhře. Jeho trenéry byli Harry Hopman a Tony Roche. Největšího úspěchu dosáhl ve Wimbledonu 1983, kde jako nenasazený hráč postoupil do grandslamového finále. Za daviscupový tým Nového Zélandu odehrál 42 zápasů, z toho 24 vítězných, a v roce 1982 se podílel na postupu Novozélanďanů do semifinále Světové skupiny. V roce 1983 byl zvolen novozélandským sportovcem roku.
Profesionálními tenisty byli i jeho mladší bratři David a Mark. Jeho dcera Geneva je houslovou virtuózkou. V roce 1999 neúspěšně kandidoval do novozélandského parlamentu za stranu Libertarianz. Žije v USA, kde provozuje tenisovou akademii.